# Sainte-Aurélie
Sainte-Aurélie es un municipio canadiense situado en la provincia de Quebec.

## Superficie
Sainte-Aurélie tiene una superficie de 78,25 km².

## Demografía
En 2021, tenía 856 habitantes, una densidad poblacional de 10,9 hab./km², y 507 viviendas.